# Margaret Irwin (Gewerkschafterin)
Margaret Hardinge Irwin (* 13. Januar 1858 auf der Bark Lord Hardinge vor der Küste Perus; † 21. Januar 1940 in Hillhead, Glasgow) war eine schottisch-britische Suffragette, Autorin und Gewerkschaftlerin.

## Leben
Irwin kam auf See vor der Küste Perus an Bord des Schiffes Lord Hardinge als Tochter von James Ritchie Irwin, dem Kapitän der Lord Hardinge, und Margaret Hunter Irwin, geborene Cappon, zur Welt. Ihr zweiter Vorname wurde nach dem Geburtsort gewählt.
Sie wuchs in Broughty Ferry, Dundee auf und wurde privat sowie an der High School of Dundee unterrichtet.  Anschließend studierte sie an der University of St Andrews, wo sie einen Abschluss als Lady Literate in Arts (LLA) erwarb, gefolgt von einem Besuch der Glasgow School of Art und des Queen Margaret College. Anschließend kaufte und betrieb Irwin eine Obstfarm in Blairgowrie, Perth and Kinross.
1891 wurde Irwin hauptamtliche Organisationssekretärin der Women’s Protective and Provident League (WPPL), später Women's Trade Union League (WTUL) in Schottland. Als der britische Gewerkschaftsdachverband Trades Union Congress begannt, die Trades Councils (lokale oder regionale Dachverbände) von der Mitgliedschaft auszuschließen, verließ Iriwin ihre Position als schottische Organisatorin der WPPL, diese Organisation und wurde Sekretärin des Scottish Council for Women’s Trades (SCWT) und setzte sich für die Gründung des Gewerkschaftsdachverband Scottish Trades Union Congress (STUC) ein. Nach dessen Gründung wurde sie im Jahr 1897 zu dessen erster Sekretärin gewählt, wo sie bis 1900 arbeitete. Danach entschied sie sich, nicht zur Wiederwahl anzutreten, und wurde Sekretärin des Scottish Council for Women’s Trades (SCWT). In den folgenden zehn Jahren war sie häufig als Delegierte des SCWT beim STUC tätig.
1892 wurde Irwin als stellvertretende Kommissarin in die Königliche Arbeitskommission berufen.  Sie verfasste detaillierte Berichte über die Arbeitsbedingungen von Frauen, die in Wäschereien, Schneidereien und anderen Branchen mit niedrigen Löhnen arbeiteten. Eines der Hauptanliegen von Irwin waren die Arbeitsbedingungen von Frauen, die zu Hause arbeiteten. Es hatte sich herausgestellt, dass die wirtschaftliche Lage dieser Arbeiterinnen verzweifelt war. Es gab zwar vereinzelte Fälle, in denen es möglich war, einen angemessenen Lebensunterhalt zu verdienen, aber insgesamt waren die Löhne extrem niedrig und die Arbeitszeiten extrem lang. In einem Bericht beschrieb sie beispielsweise eine Mutter von sieben Kindern, die die Endbearbeitung von Hosen machte und damit den Hauptteil des Lebensunterhalts für ihre Familie verdiente. Die gesamte Familie mit elf Personen, darunter zwei männliche Untermieter, lebte in nur zwei Zimmern.
Über das Thema ausbeuterische Werkstätten stand Irwin in Briefkontakt mit der National Union of Women Workers (NUWW).
Als Vorsitzende des SCWT organisierte Irwin auch Vorträge über die Ethik des Einkaufens. Auf einer Sitzung mit Watson Reid, dem Bischof der Diözese Glasgow and Galloway der Scottish Episcopal Church, wurde festgestellt, dass es so etwas wie ein Schnäppchen nicht gäbe. Denn für Waren unter dem aktuellen Preis müse jemand bei der Produktion dafür bezahlen. Daher sei ein, auch religiöses Mittel gegen Ausbeutung und schlechte Bezahlung die Bevorzugung von Geschäften, in denen faire Bedingungen herrschten, und der Boykott aller Geschäfte, in denen dies nicht der Fall sei.
Der SCWT arbeitetemit dem konservativen Politiker John McAusland Denny zusammen, um einen Gesetzentwurf für die „obligatorische Bereitstellung von Sitzplätzen hinter der Ladentheke für Verkäuferinnen in Geschäften“ einzubringen, der zum Seats for Shop Assistants Act 1899 wurde.
Irwins erster Antrag an den STUC im Jahr 1897 betraf das Thema Frauenwahlrecht. Der Antrag wurde mit 57 zu 18 Stimmen angenommen. 1902 war Irwin neben Marion Gilchrist und Janie Allan Gründungsmitglied und Sekretärin der Glasgow and West of Scotland Association for Women's Suffrage (GWSAWS). Viele der Frauen, die an der Neugründung der Organisation beteiligt waren, gehörten auch dem SCWT an.
Irwin wurde von der GWSAWS nominiert, um an der National Convention for the Civil Rights of Women teilzunehmen, die im Oktober 1903 in London stattfand. Irwin trat 1907 aus der Vereinigung aus, um sich der militanteren Women’s Social and Political Union anzuschließen. Außerdem hielt sie 1908 eine Rede vor dem neuen Hillhead-Zweig der Women’s Freedom League.
In den 1920er Jahren widmete Irwin einen Großteil ihrer Zeit ihrer Obstfarm in Blairgowrie und entwickelte dort Musterwohnungen für Arbeiter. Außerdem schrieb sie Artikel über Frauenarbeit für den Glasgow Herald. Irwin wurde zum Mitglied der Royal Society of Arts gewählt und 1927 zum Commander of the Order of the British Empire ernannt. Die SCWT löste sich 1939 auf. Irwin starb im folgenden Jahr in Glasgow als Altersschwäche und einer Grippe.

## Veröffentlichungen (Auswahl)
- The Employment of Women: Conditions of Work in some of the Textile Centres in the Western District of Scotland. Royal Commission on Labour, London 1888.
- The Employment of Women: Conditions of Work in the Textile Industries of Glasgow and in the Calico Printing and Turkey Red Dying in the Vale of Leven. Royal Commission on Labour, London 1892.
- The conditions of women's work in laundries: report of an inquiry. Council of the Women's Protective and Provident League of Glasgow, Glasgow 1893.
- Women's industries in Scotland. In: Proceedings of the Royal Philosophical Society of Glasgow. Royal Philosophical Society of Glasgow, Glasgow 18. März 1896 (Vortrag vor der Philosophical Society of Glasgow).
- Home work amongst women. Glasgow Council for Women's Trades, Glasgow 1900.
- Mit George Adam Smith: The problem of homework. Scottish Council for Women’s Trades, Glasgow 1902.
- The Housing of Potato Diggers. Scottish Council for Women’s Trades und Union for the Abolition of Sweating, Glasgow 1910 (archive.org).
- Industrial housing from the housewife's point of view. Scottish Council for Women’s Trades, 1918 (lse.ac.uk).